# La tragedia della fanciulla
La tragedia della fanciulla (The Maid's Tragedy) è un'opera teatrale di Francis Beaumont e John Fletcher, scritta presumibilmente tra il 1608 e il 1611 e portata alle stampe nel 1619.

## Trama
Il giovane generale Melanzio ritorna vittorioso a Rodi, dove viene accolto da Lisippo, il fratello del re. Tra le novità che attendono Melanzio c'è la scoperta che il suo amico Aminto non si sposerà con Aspazia, dato che il re gli ha dato in moglie Evadne, sorella di Melanzio, per festeggiare i trionfi militari dell'uomo. L'infelicità di Aspazia, la fidanzata abbandonata, è l'unica nota malinconica a corte, dove tutti ci accingono a festeggiare gli sposalizi con un masque. Calianatte, il padre di Aspazia, è di cattivo umore a causa dell'oltraggio alla figlia e il suo umore peggiora quando gli viene assegnato il compito di tenere fuori possibili invitati dalla festa di nozze. Intanto le celebrazioni procedono in pompa magna con uno spettacolo sulla Notte e la Luna, al termine del quale gli sposi si avviano in camera da letto. Mentre la cameriera Dula fa battute salaci sull'amore che si sta per consumare, Aspazia si strugge d'amore e gelosia e si congeda dall'ex promesso sposo prima che l'uomo si ritiri a letto con la moglie. Tuttavia Evadne si rifiuta di giacere con il nuovo marito e confessa che il matrimonio è soltanto un piano del re, che l'ha costretta a diventare la sua amante e ora l'ha fatta sposare per nascondere il suo disonore. Aminto è disgustato, ma accetta di portare avanti la finzione e dorme sul pavimento.
La mattina dopo gli sposi novelli sono accolti dagli sberleffi e dai doppi sensi dei cortigiani, che credono che il matrimonio sia stato consumato. Tuttavia sia Melanzio che Evadne notano il turbamento di Aminto, dato che l'uomo tradisce il suo stato d'animo con affermazioni prive di senso. Tuttavia, quando il re gli chiede della sua prima notte di nozze Aminto risponde con tanta sicurezza da far ingelosire il sovrano. Il re però si rasserena quando scopre che il matrimonio non è stato consumato e ordina ad Aminto di non avere rapporti con Evadne, che lui però potrà chiamare a sé ogni volta che vorrà senza che il legittimo marito possa interferire. Aminto però si confida con Melanzio, che gli consiglia di non cercare di vendicarsi, anche perché lui stesso ha deciso di assassinare il re. Per portare a termine il regicidio, Melanzo deve impadronirsi della cittadella retta da Calianatte e così propone al padre della giovane oltraggiata di allearsi con lui per vendicarsi del nemico comune. Caliante però tradisce Melanzio e decide di confessare tutto al re, mentre Melanzio convince la sorella Evadne ad uccidere il sovrano la prima volta che si troveranno da soli.
Calianatte confessa tutto al re, che però non crede alle accuse rivolte contro Melanzio, che si difende davanti alla corte e fa passare Calianatte per uno sciocco. Il vecchio decide allora di aiutare Melanzio, dato che non gli è stata lasciata alcuna scelta. Melanzio informa Calianatte che il re verrà ucciso quella notte stessa mentre cercherà di violentare Evadne, ma il loro colloquio è interrotto dall'arrivo di Aminto, che farnetica sulla vendetta così da spingere Melanzio a far finta che non ci sia un piano in corso per eliminare il re di Rodi. Quella notte il re convoca Evadne, che però lo trova addormentato quando arriva negli appartamenti reali. Indecisa sul da farsi, Evadne lega il re e, quando si sveglia, lo pugnala per averla stuprata. A trovare il corpo del re è il fratello Lisippo, che viene incoronato al suo posto. Melantio, il fratello Difilo e il restio Calianatte intanto presiedono la cittadella e spiegano al popolo le ragioni del regicidio. Dopo un breve negoziato, i tre accettano di rendere la cittadella al re Lisippo in cambio della grazia. Aspazia intanto entra a palazzo vestita da uomo per cercare Aminto e, quando lo trova, finge di essere un fratello della stessa Aspazia che chiede soddisfazione tramite duello per l'oltraggio arrecatole. Aminto accetta la sfida e nel mezzo del duello Aspazia abbassa volontariamente la guardia per farsi ferire a morte dell'amato ignaro.
In quel momento ritorna Evadne con il coltello insanguinato con cui ha compiuto il regicidio e chiede ad Aminto di diventare marito e moglie, questa volta per davvero. Ma quando Aminto esita a rispondere e si allontana, Evadne si pugnala. Quando Aminto ritorna e trova la moglie morta e riconosce Aspazia morente si suicida a sua volta pugnalandosi. Melanzio, Lisippo e tutta la corte rientrano a palazzo e scoprono i tre corpi. Folle dal dolore Melanzio cerca di suicidarsi, ma gli altri lo fermano e il generale giura allora che si lascerà morire di fame. Lisippo si insedia sul suo nuovo trono, giurando di governare con temperanza e moderazione.

## Origini

### Fonti
Il critico Andrew Gurr ha fatto notare che The Maid's Tragedy vanta una trama completamente originale, un fatto insolito per una tragedia dell'epoca.

### Composizione e stampa
La datazione della tragedia è incerta, anche se il "Master of Revels" George Buck nel 1611 intitolò l'anonima tragedia The Second Maiden's Tragedy in questo modo a causa della grande somiglianza con l'opera di Beaumont e Fletcher. Di conseguenza, La tragedia della fanciulla deve essere stata scritta prima di The Second Maiden's Tragedy e la gran parte dei critici letterari afferma che l'opera sia stata composta e rappresentata per la prima volta tra il 1608 e il 1611.
Per quanto la tragedia sia stata scritta a quattro mani, la critica letteraria attribuisce la quasi totalità dell'opera a Beaumont. In particolare, il critico Cyrus Hoy limita il contributo di Fletcher a sole quattro scene: la seconda del secondo atto, la prima del quarto e le prime due del quinto.
La tragedia della fanciulla fu inserita nel Stationers' Register il 28 aprile 1619 e fu pubblicata nello stesso anno da Francis Constable. La tragedia godette di un certo successo nel XVII secolo e fu ristampata nel 1622, 1630, 1638, 1641, 1650 e 1661, mentre nel 1679 fu ristampata nella seconda edizione in folio delle opere di Beaumont e Fletcher.